# Hauteville-Lompnes
Hauteville-Lompnes és un antic municipi francès, situat al departament de l'Ain i a la regió d'Alvèrnia-Roine-Alps. L'1 de gener de 2019 esdevé un municipi delegat, al si del municipi nou Plateau d'Hauteville. L'any 2017 tenia 3.653 habitants.

## Demografia

### Població
El 2007 la població de fet d'Hauteville-Lompnes era de 4.114 persones. Hi havia 1.540 famílies de les quals 675 eren unipersonals (213 homes vivint sols i 462 dones vivint soles), 432 parelles sense fills, 357 parelles amb fills i 76 famílies monoparentals amb fills.
La població ha evolucionat segons el següent gràfic:
Habitants censats

### Habitatges
El 2007 hi havia 2.014 habitatges, 1.579 eren l'habitatge principal de la família, 183 eren segones residències i 252 estaven desocupats. 945 eren cases i 1.008 eren apartaments. Dels 1.579 habitatges principals, 714 estaven ocupats pels seus propietaris, 820 estaven llogats i ocupats pels llogaters i 45 estaven cedits a títol gratuït; 127 tenien una cambra, 235 en tenien dues, 328 en tenien tres, 390 en tenien quatre i 500 en tenien cinc o més. 1.103 habitatges disposaven pel capbaix d'una plaça de pàrquing. A 833 habitatges hi havia un automòbil i a 425 n'hi havia dos o més.

### Piràmide de població
La piràmide de població per edats i sexe el 2009 era:
| Homes | Edats   | Dones |
| ----- | ------- | ----- |
| 0     | 95 o +  | 4     |
| 8     | 90 a 94 | 36    |
| 20    | 85 a 89 | 56    |
| 24    | 80 a 84 | 72    |
| 68    | 75 a 79 | 88    |
| 92    | 70 a 74 | 104   |
| 80    | 65 a 69 | 136   |
| 76    | 60 a 64 | 108   |
| 76    | 55 a 59 | 80    |
| 132   | 50 a 54 | 96    |
| 160   | 45 a 49 | 128   |
| 148   | 40 a 44 | 156   |
| 112   | 35 a 39 | 120   |
| 112   | 30 a 34 | 84    |
| 108   | 25 a 29 | 168   |
| 80    | 20 a 24 | 132   |
| 88    | 15 a 19 | 128   |
| 148   | 10 a 14 | 116   |
| 84    | 5 a 9   | 100   |
| 64    | 0 a 4   | 72    |

## Economia
El 2007 la població en edat de treballar era de 2.555 persones, 1.755 eren actives i 800 eren inactives. De les 1.755 persones actives 1.627 estaven ocupades (831 homes i 796 dones) i 128 estaven aturades (69 homes i 59 dones). De les 800 persones inactives 255 estaven jubilades, 253 estaven estudiant i 292 estaven classificades com a «altres inactius».

### Ingressos
El 2009 a Hauteville-Lompnes hi havia 1.607 unitats fiscals que integraven 3.136,5 persones, la mediana anual d'ingressos fiscals per persona era de 18.476 €.

### Activitats econòmiques
Dels 223 establiments que hi havia el 2007, 4 eren d'empreses extractives, 6 d'empreses alimentàries, 1 d'una empresa de fabricació d'elements pel transport, 6 d'empreses de fabricació d'altres productes industrials, 23 d'empreses de construcció, 48 d'empreses de comerç i reparació d'automòbils, 11 d'empreses de transport, 15 d'empreses d'hostatgeria i restauració, 3 d'empreses d'informació i comunicació, 14 d'empreses financeres, 9 d'empreses immobiliàries, 13 d'empreses de serveis, 49 d'entitats de l'administració pública i 21 d'empreses classificades com a «altres activitats de serveis».
Dels 58 establiments de servei als particulars que hi havia el 2009, 1 era una oficina d'administració d'Hisenda pública, 1 gendarmeria, 1 oficina de correu, 5 oficines bancàries, 2 funeràries, 5 tallers de reparació d'automòbils i de material agrícola, 1 taller d'inspecció tècnica de vehicles, 2 autoescoles, 6 paletes, 2 guixaires pintors, 5 fusteries, 5 lampisteries, 3 electricistes, 6 perruqueries, 7 restaurants, 1 agència immobiliària, 1 tintoreria i 4 salons de bellesa.
Dels 26 establiments comercials que hi havia el 2009, 1 era un hipermercat, 2 botiges de menys de 120 m², 4 fleques, 4 carnisseries, 2 llibreries, 4 botigues de roba, 1 una botiga d'equipament de la llar, 2 botigues d'electrodomèstics, 1 una botiga d'electrodomèstics, 1 una botiga de mobles, 2 drogueries i 2 floristeries.
L'any 2000 a Hauteville-Lompnès hi havia 15 explotacions agrícoles que ocupaven un total de 756 hectàrees.

## Equipaments sanitaris i escolars
El 2009 hi havia 1 hospital de tractaments de curta durada, 8 hospitals de tractaments de mitja durada (seguiment i rehabilitació), 1 un hospital de tractaments de llarga durada, 2 psiquiàtrics, 3 farmàcies i 3 ambulàncies.
El 2009 hi havia 1 escola maternal i 1 escola elemental. Hauteville-Lompnès disposava d'un col·legi d'educació secundària amb 274 alumnes.
Hauteville-Lompnès disposava d'un centre de formació no universitària superior de formació sanitària.

## Poblacions més properes
El següent diagrama mostra les poblacions més properes.